# オクルグ
オクルグ（ ロシア語: о́круг＝オークルク、 セルビア語: округ, IPA: [ôkruːɡ]）はロシアおよびスラブ語の国々で使われる行政区画である。「周りの」などの意味で、フランス語のアロンディスマン（arrondissement）、ドイツ語のベツィルク（Bezirk）もそういった意味である。

## ロシア連邦
ロシア連邦では、次のいくつかの意味で使われている。

### 連邦管区
連邦管区（federalny okrug）ロシア連邦の国家としての命令を各地域に伝達するもので、各地域からの民意を国家に伝達するものではない。

### 連邦市の政治区画
ロシアの連邦市であるモスクワとサンクトペテルブルクに関して、
- モスクワには12の行政オクルグ（Administrative okrug）があり、その各々がいくつかのラヨンに分かれている。
- サンクトペテルブルクには18の区（ラヨン）があり、その各々がいくつかの「市内オクルグ」（Municipal okrug）に分かれている

### 自治管区
ロシアの自治管区は４つある。
- チュクチ自治管区
- ハンティ・マンシ自治管区
- ネネツ自治管区
- ヤマロ・ネネツ自治管区

## セルビア
セルビアは単一国家で、一級政治区分のセルビアの郡（Okrug）が29ある。

## 参照項目
- 行政区画
- ラヨン